# Crocidura glassi
Crocidura glassi es una especie de musaraña de la familia de los sorícidos.

## Distribución geográfica
Se encuentra en Etiopía.

## Estado de conservación
Su hábitat, de ámbito restringido, se ve amenazado por los incendios y el sobrepastoreo.